# 林氏蔭魚
林氏蔭魚為輻鰭魚綱狗魚目泥狗魚科的其中一種，分布於北美洲加拿大及美國中部、東部的淡水流域，體長可達14公分，棲息在沼澤溼地，屬肉食性，以蝸牛、昆蟲等為食，可作為觀賞魚。

## 外部連結
- 林氏蔭魚的圖片